# Lucio Lastra Marín
Lucio Galileo Lastra Marín (20 de junio de 1951) es un médico, profesor, académico y político mexicano, miembro del Partido Acción Nacional. Ha sido diputado federal y candidato a gobernador de Tabasco.
Es médico cirujano egresado de la Facultad de Medicina de la Universidad Nacional Autónoma de México y tiene una maestría en Salud Pública en la Escuela de Salud Pública de la Secretaría de Salud. Se desempeñó en diversos cargos en la UNAM, y posteriormente ocupó la dirección de los hospitales de la Secretaría de Salud en Ocosingo y Yajalón, Chiapas. Posteriormente ingreso a la actividad política, ha sido miembro del Comité Estatal del PAN en Tabasco, candidato a presidente municipal en 2000 y a gobernador del Estado en las elecciones extraordinarias de 2001. Fue elegido diputado federal plurinominal a la LIX Legislatura de 2003 a 2006.
A finales de 2006 se incorporó a la Secretaría de Salud del Gobierno Federal, como responsable de la oficina de Vinculación Social. 
Actualmente se  desempeña como Comisionado de Operación Sanitaria (COS) de la Comisión Federal para la Protección contra Riesgos Sanitarios (COFEPRIS)